# Épron
Épron é uma comuna francesa na região administrativa da Normandia, no departamento Calvados. Estende-se por uma área de 1,42 km². Em 2010 a comuna tinha 1 657 habitantes (densidade: 1 166,9 hab./km²).004 hab/km².